# Edificio Ely

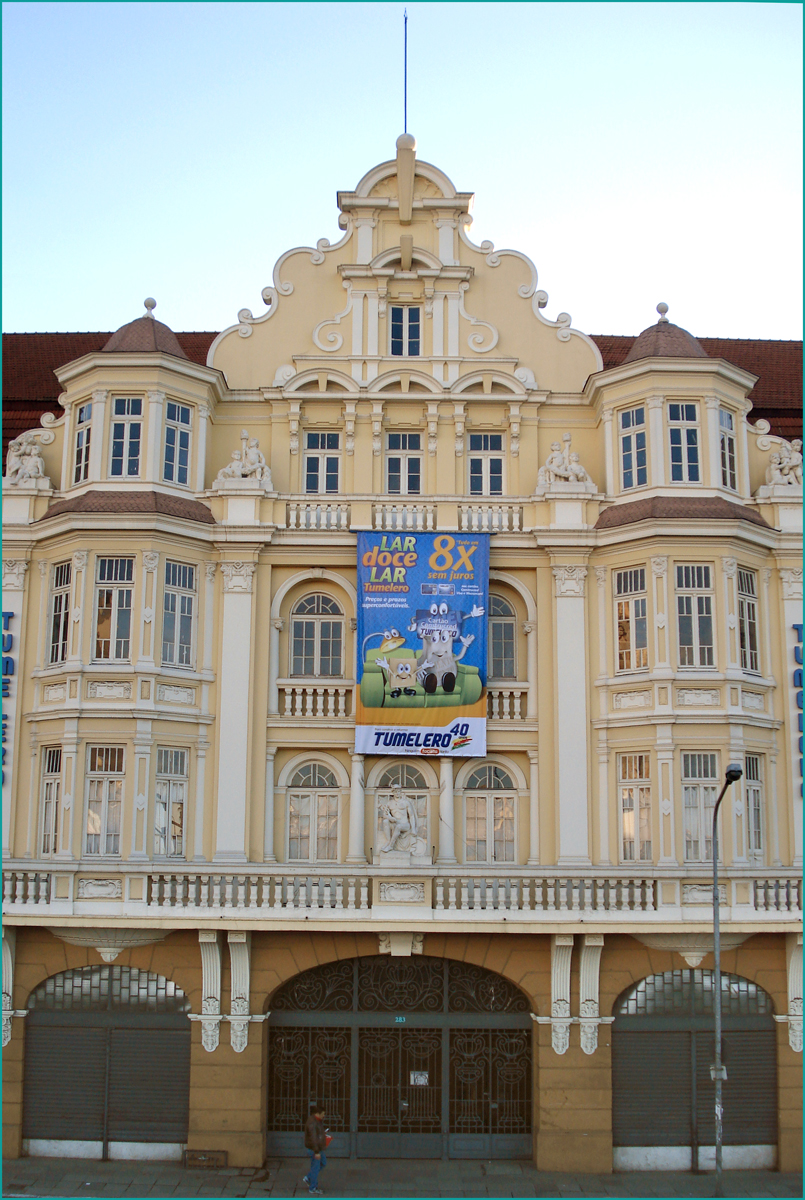
Detalle de la parte central de la fachada

El Edificio Ely es un edificio histórico ubicado en la ciudad de Porto Alegre, Brasil. 
Ubicado en la rúa da Conceição cercano a la rodoviaria, fue proyectado y construido entre 1922 y 1923 por el arquitecto alemán-brasileño Theodor Wiederspahn, para ser una tienda del comerciante Nicolau Ely que se enriqueció a través del comercio de textiles. Originalmente Ely mantenía su negocio en el piso bajo y los pisos superiores eran alquilados como oficinas.
Construido de mampostería en estilo ecléctico de inspiración alemana con elementos renacentistas y barrocos, posee cerca de ocho mil metros cuadrados distribuidos en cuatro pisos y 3,220 metros cuadrados de fachada, decorada com abundancia de ventanas altas y estrechas con delicados marcos de ventanas, balaustradas, cúpulas, ornamentos, estatuaria y barandillas de hierro forjado, destacando un frontón con volutas y una estatua de Mercurio sobre la entrada, creada por Alfredo Staege.
Actualmente, alberga la tienda del centro de Tumelero, una cadena de tiendas de materiales de construcción. A pesar de estar bastante bien conservado, en los últimos años el edificio ha sufrido intervenciones agresivas en su entorno como la construcción de un viaducto a escasa distancia que esconde parte de su fachada. A lo largo de los años pasó por varias reparaciones y en el 2012 fue realizada una revitalización. El secretario municipal de Cultura, Sergius Gonzaga, justificó la iniciativa diciendo que "esa es una contribución para el alma de la ciudad". El secretario estadual de Cultura, Luiz Antonio de Assis Brasil, dijo que "la obra tiene un valor estético para la memoria colectiva de Porto Alegre". Para el historiador y arquitecto Arnoldo Doberstein, el edificio está particularmente importante par ala historia de la arquitectura de Porto Alegre. Según Poltosi y Roman, del Centro de Memória del Consejo de Arquitetura y Urbanismo de Río Grande del Sur, su variedad de elementos da dinamismo a su extensa fachada y sus calidades estéticas lo colocan como "uno de los más destacados ejemplares de la arquitectura ecléctica de Porto Alegre".